# Furkan Aldemir
Furkan Aldemir (Esmirna, 9 de agosto de 1991) es un exbaloncestista turco que disputó once temporadas como profesional, una de ellas en la NBA. Con 2,06 metros de estatura, jugaba en la posición de ala-pívot.

## Trayectoria deportiva

### Profesional
Comenzó su carrera profesional en el Pınar Karşıyaka de su país en 2007, pero no fue hasta la temporada 2009-10 cuando empezó a disfrutar de minutos en la pista, promediando ese año 7,7 puntos y 7,9 rebotes por partido.
En 2011, ficha por el Galatasaray Liv Hospital, donde en su primera temporada promedió 8,5 puntos y 6,8 rebotes por partido.
Fue elegido en la quincuagésimo tercera posición del 2012 por Los Angeles Clippers, pero fue inmediatamente enviado a los Houston Rockets como parte del traspaso de Lamar Odom. Tras no hacerse un hueco en el equipo, regresó al Galatasaray. En julio de 2013, sus derechos fueron transferidos a los Philadelphia 76ers por los Rockets junto con Royce White.
El 15 de diciembre de 2014, Aldemir firmó un contrato para jugar con los Philadelphia 76ers.

### Selección nacional
Tras ganar el bronce con la selección turca sub-18 en el Europeo de Metz, jugó en 2010 y 2011 con la selección sub-20, debutando con la selección absoluta en la calificación para el Eurobasket 2013.

## Estadísticas de su carrera en la NBA

### Temporada regular
| Año     | Equipo       | PJ | PT | MPP  | %TC  | %3P  | %TL  | RPP | APP | ROB | TPP | PPP |
| ------- | ------------ | -- | -- | ---- | ---- | ---- | ---- | --- | --- | --- | --- | --- |
| 2014-15 | Philadelphia | 41 | 9  | 13.2 | .513 | .000 | .481 | 4.3 | .7  | .4  | .4  | 2.3 |
| Total   | Total        | 41 | 9  | 13.2 | .513 | .000 | .481 | 4.3 | .7  | .4  | .4  | 2.3 |